# Piero di Lorenzo di Pratese di Bartolo Zuccheri
Piero di Lorenzo di Pratese di Bartolo Zuccheri (hoạt động trong thế kỷ 15) là một họa sĩ người Ý. Ngày sinh và ngày mất chính xác của ông không được ghi lại.
Người ta không có nhiều thông tin về ông, người ta biết về ông chủ yếu thông qua các tác phẩm. Ông từng làm việc ở San Gimignano, và chủ yếu vẽ tranh theo chủ đề tôn giáo cho các ủy hội giáo hội. Có rất nhiều điểm tương đồng giữa phong cách của ông và họa sĩ Pier Francesco Fiorentino, do đó gây khó khăn trong việc xác định tác giả cho các bức tranh. Bức tranh Virgin and Child with a Goldfinch and the Infant Saint John, được ghi nhận là được vẽ bởi cả Fiorentino và Zuccheri, hiện nằm ở Courtauld Gallery. Ông là một trong những người từng được cho là Master of the Castello Nativity.